# Mahle GmbH
Mahle GmbH er en tysk underleverandør i bilindustrien med hovedkvarter i Stuttgart. De udvikler og producerer komponenter og systemer til motorer.
I 1920 etablerede ingeniør Hellmuth Hirth et mindre værksted, hvor de byggede totaktsmotorer. I dag er der 71.947 ansatte og en omsætning på 12,4 mia. euro.